# Provence (Vaud)
Pour les articles homonymes, voir Provence (homonymie).
Provence est une commune suisse du canton de Vaud, située dans le district du Jura-Nord vaudois.

## Population

### Gentilé et surnom
Les habitants de la commune se nomment les Provençois,.
Ils sont surnommés les Vuagnards (les chercheurs de rogne en patois vaudois) ou les Vouagnâre (les laboureurs).

## Histoire
La moitié du village a été touchée par un incendie en 1847.

## Monuments
Le chalet d'alpage de la Redalle, situé sur le territoire de la commune, est inscrit comme bien culturel d'importance nationale.